# Melodie eterne
Melodie eterne è un film del 1940 diretto da Carmine Gallone.
Il film ripercorre, in maniera romanzata, la vita di Mozart.

## Produzione
- Il film è stato girato negli stabilimenti di Cinecittà, Roma
- Registrazione sonora di Ovidio Del Grande
- Assistente alla regia Paolo William Tamburella

## Distribuzione
Il film venne distribuito nel circuito cinematografico italiano il 3 dicembre del 1940.